# Thomas Jäger (schermidore)
Thomas Jäger (19 giugno 1951) è un ex schermidore tedesco, vincitore di una medaglia d'argento ai campionati mondiali di scherma.